# Egestria hirtipennis
Egestria hirtipennis es una especie de coleóptero de la familia Anthicidae.

## Distribución geográfica
Habita en Queensland (Australia).